# كالفين هاريسون
كالفين هاريسون (بالإنجليزية: Calvin Harrison)‏ هو منافس ألعاب قوى أمريكي، ولد في 20 يناير 1974 في أورلاندو في الولايات المتحدة.

## وصلات خارجية
- كالفين هاريسون على موقع الاتحاد الدولي لألعاب القوى (الإنجليزية)
- كالفين هاريسون على موقع أوليمبيديا (الإنجليزية)